# Derisa asper
Derisa asper är en insektsart som beskrevs av Rauno E. Linnavuori 1989. Derisa asper ingår i släktet Derisa och familjen Flatidae. Inga underarter finns listade i Catalogue of Life.